# Ernst Vicenz
Ernst Vicenz (* 1865 in Stargard; † nach 1925) war ein deutscher Architekt und Philatelist.

## Leben
Ernst Vicenz war über viele Jahre als Architekt für den Bauverein zu Hamburg und die Allgemeine Deutsche Schiffszimmerer-Genossenschaft tätig. Zusammen mit Heinrich Wilhelm Behrens entwarf er für diese Bauvereine eine Reihe von Wohnanlagen, die den Massenwohnungsbau reformieren sollten.
Neben seiner Arbeit als Architekt war Vicenz ein bekannter Briefmarkensammler, publizierte zum Thema und war von 1911 bis 1923 Vorsitzender des Bundes Deutscher und Österreichischer Philatelistenvereine, zu dessen Ehrenvorsitzenden er 1921 gewählt wurde. 1913 erhielt er die Hans-Wagner-Medaille, eine Auszeichnung des Vereins für Briefmarkenkunde.
Vicenz wanderte vor dem Zweiten Weltkrieg nach Südamerika aus.

## Bauten und Entwürfe
Eine Reihe der Bauten von Vicenz in Hamburg sind erhalten und stehen teilweise unter Denkmalschutz:
- 1900–1901: Wohnblock Billwerder Neuer Deich 15/25 und Hardenstraße 36/42 für den Bauvereins zu Hamburg, Rothenburgsort[4]
- 1903: Beyling-Stift, Rendsburger Straße 1, Simon-von-Utrecht-Straße 20, 21, St. Pauli
- 1906: Wohnstift, Schedestraße 6, Eppendorf
- 1910: Geschosswohnbauten für die Schiffszimmerer-Genossenschaft, Fährstraße 92/106 / Heinrich-Groß-Straße, Wilhelmsburg[5]
- 1910–1911: Geschosswohnbauten für die Kaiarbeiter der Hamburg-Amerika-Linie, Fährstraße 7/23, Wilhelmsburg[5]
- 1912: Kontorhaus, Deichstraße 38, Hamburg-Altstadt
- 1912–1913: Ledigenheim Rehhoffstraße mit Wilhelm Behrens, Herrengraben 54/62, Pasmannstraße 2/8, Rehhoffstraße 1/15, Hamburg-Neustadt
- 1914–1921: Geschosswohnbauten für den Bauvereins zu Hamburg, An der Hafenbahn / Harburger Chaussee, Kleiner Grasbrook[6]
- 1924–1925: Geschosswohnbauten Moorkamp 10/28 mit George Grimm, für die Schiffszimmerer-Genossenschaft, Eimsbüttel

## Schriften
- Abstempelungen der Hamburgischen Stadt- und Landpost sowie der fremdstaatlichen Postämter in Hamburg. In: Die Postgeschichte der Freien und Hansestadt Hamburg. Hamburg 1908.
- Hamburg-Sondernummer, nach der eigenen Spezialsammlung illustriert von Architekt Ernst Vicenz. In: Philatelistische Mitteilungen, ZDB-ID 1240564-4, Heft Nr. 8, Jg. VI (August 1925), erschienen zum 31. Deutschen Philatelistentag in Hamburg 1925.